# هورنکستل، لینکلن‌شر
longitudeهورنکستل، لینکلن‌شرlatitudeهورنکستل، لینکلن‌شر
هورنکستل، لینکلن‌شر (به انگلیسی: Horncastle, Lincolnshire) یک شهرک در بریتانیا است که در انگلستان واقع شده‌است.

## خصوصیات
هورنکستل ۵٫۷۳ کیلومترمربع مساحت و ۶٬۸۱۵ نفر جمعیت دارد.